# Angyal Mária
Angyal Mária (Budapest, 1929. november 15. – Budapest, 2012. február 22.) magyar színházi rendező, a Szegedi Nemzeti Színház örökös tagja. Sztárek Andrea színművésznő édesanyja.

## Életpályája
Bölcsészdiplomát, majd 1961-ben a Színművészeti Főiskolán rendeződiplomát szerzett. 1961-től 1964-ig a győri Kisfaludy Színház, majd 1964-től 1973-ig a Szegedi Nemzeti Színház rendezője. 1973-tól 1978-ig a kecskeméti Katona József Színház tagja, 1978-tól 1987-ig ismét Szegeden aktív. Sokoldalú rendező; pályája klasszikus drámák, vígjátékok, bohózatok színrevitele után a zenés színház felé fordult. Operettek (t. k. Nebáncsvirág, Sybill, Lili bárónő, A mikádó, Bob herceg, Maya, Sztambul rózsája, Három a kislány, A víg özvegy, Bál a Savoyban) és musicalek rendezésén túl nagy sikert és komoly szakmai elismerést arattak szegedi operaprodukciói (t. k. A sevillai borbély, A rózsalovag, Faust, Così fan tutte, Lammermoori Lucia, Tosca, Pillangókisasszony, Manon Lescaut, Anyegin), melyek közül a Lammermoori Lucia 2006-ban Rost Andrea, a Tosca 2009-ben José Cura vendégszereplésével ment a Szegeden. 2008-tól A Szegedi Nemzeti Színház Örökös Tagja, a Dömötör-díj nevezetű szegedi színházi elismerés Életmű-díjasa (2001).

## Díjai, kitüntetései
- Magyar Ezüst Érdemkereszt (2009)[2]